# Mick Rock
Mick Rock (Hammersmith, Inglaterra, Reino Unido, 22 de noviembre de 1948-Staten Island, Estados Unidos, 18 de noviembre de 2021) fue un fotógrafo británico, reconocido por sus icónicas imágenes de músicos y bandas de rock y heavy metal tales como Queen, David Bowie, Black Sabbath, Syd Barrett, Lou Reed, Iggy Pop, Geordie, The Sex Pistols, The Ramones, Joan Jett, Talking Heads, Roxy Music, Crossfade, Thin Lizzy, Mötley Crüe y Blondie.

## Biografía
Conocido frecuentemente como "el hombre que fotografió a los años 1970", las fotos más reconocidas de David Bowie como Ziggy Stardust fueron tomadas por Rock siendo el fotógrafo oficial del artista.
En adición a su trabajo con David Bowie, a quien conoció a comienzos de 1972, Rock es reconocido por crear las portadas de álbumes como The Madcap Laughs de Syd Barrett, Transformer y Coney Island Baby de Lou Reed, Raw Power de Iggy and the Stooges, Queen II y Sheer Heart Attack de Queen, Don't Be Fooled by the Name de Geordie, End of the Century de The Ramones y I Love Rock 'n' Roll de Joan Jett. También fue el fotógrafo oficial en las producciones cinematográficas The Rocky Horror Picture Show, Hedwig and the Angry Inch y Shortbus.
Durante su carrera fotografió a bandas y artistas como The Misfits, Snoop Dogg, Air Traffic, Alicia Keys, The Gossip, Lady Gaga, Miley Cyrus, Richard Barone, The Killers, The Scissor Sisters, Michael Bublé, Michael Stipe, Kate Moss, The Yeah Yeah Yeahs, The Chemical Brothers, Janelle Monáe, Queens of the Stone Age, Daft Punk, Kasabian, Snow Patrol, Daniel Merriweather, Black Keys, Hall & Oates, Peter, Bjorn and John, MGMT, Alejandro Escovedo, Pete Yorn, Gavin Degraw, Peaches, Fat Joe, Rhymefest, Nas, Q-Tip, Jane's Addiction y Tom Stoppard.
Falleció en Staten Island el 18 de noviembre de 2021, a los 72 años.

## Publicaciones
- 2001: Psychedelic Renegades. Fotografías de Syd Barrett. (Genesis Publications)
- 2002:  Moonage Daydream: The Life and Times of Ziggy Stardust. ISBN 978-1-84403-380-5. Con David Bowie (Genesis Publications)
- 2003:  Killer Queen. Fotografías de Queen. (Genesis Publications)
- 2004: Picture This: Debbie Harry and Blondie. Fotografías de Debbie Harry y Blondie.
- 2005: Blood and Glitter. ISBN 978-0-9537479-9-3.
- 2007: Classic Queen ISBN 978-1-4027-5192-9 (Sterling Publishing)